# Septentrinna yucatan
Espèce
Septentrinna yucatan est une espèce d'araignées aranéomorphes de la famille des Corinnidae.

## Distribution
Cette espèce est endémique du Yucatán au Mexique,.

## Description
Le mâle holotype mesure 5,5 mm et la femelle paratype 7,3 mm.

## Étymologie
Son nom d'espèce lui a été donné en référence au lieu de sa découverte, le Yucatán.

## Publication originale
- Bonaldo, 2000 : Taxonomia da subfamília Corinninae (Araneae, Corinnidae) nas regiões Neotropica e Neárctica. Iheringia (Zoologia), vol. 89, p. 3-148 (texte intégral).